# Центрально-Тихоокеанські прибережні ліси
Центрально-Тихоокеанські прибережні ліси (ідентифікатор WWF: NA0524) — неарктичний екорегіон хвойних лісів помірної зони, розташований на заході Канади та на північному заході США.

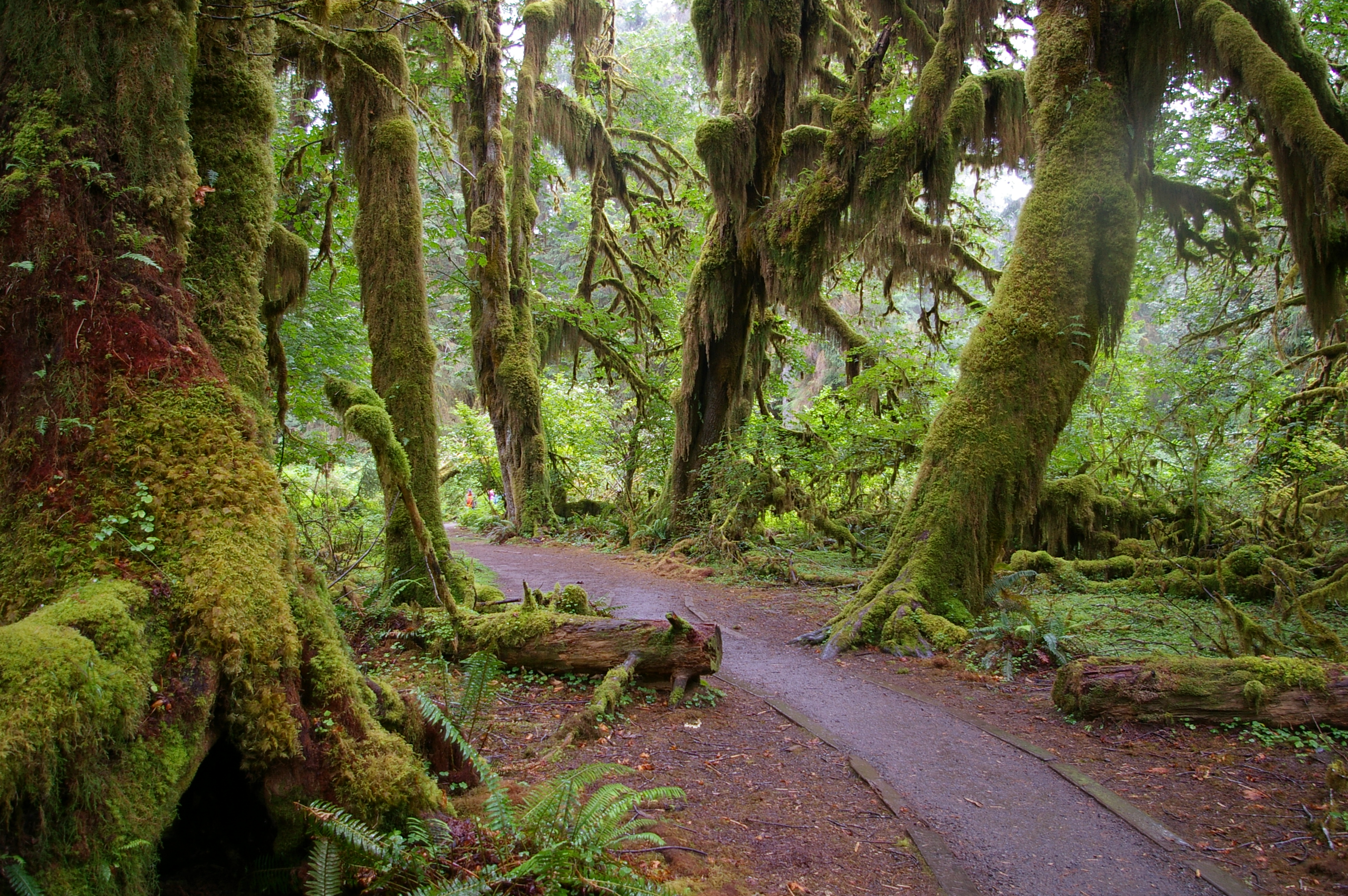
вкриті епіфітами дерева у дощовому лісі (Національний парк Олімпік, США)

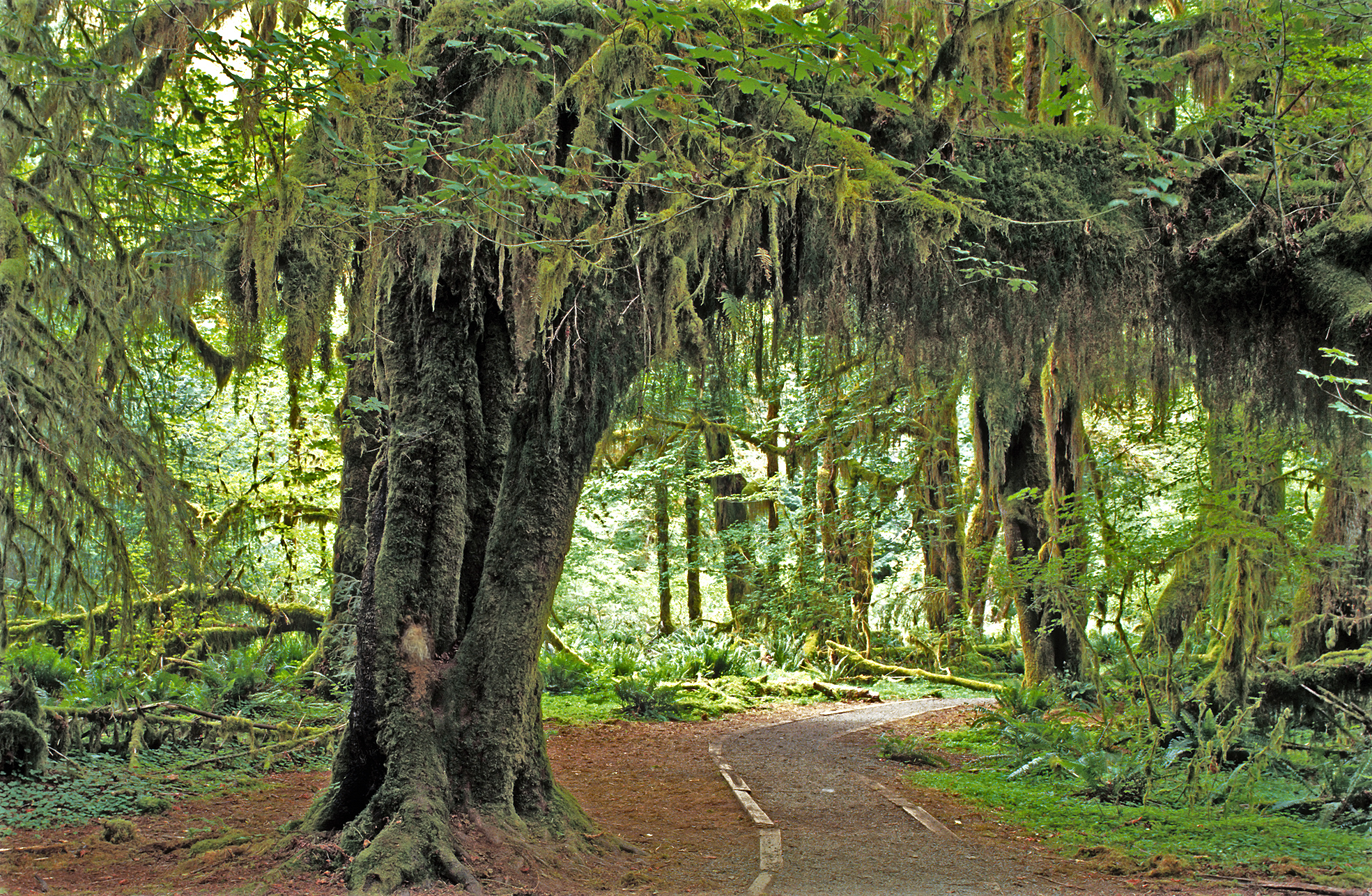
Дощовий ліс Хох — найвологіше місце континентальних США

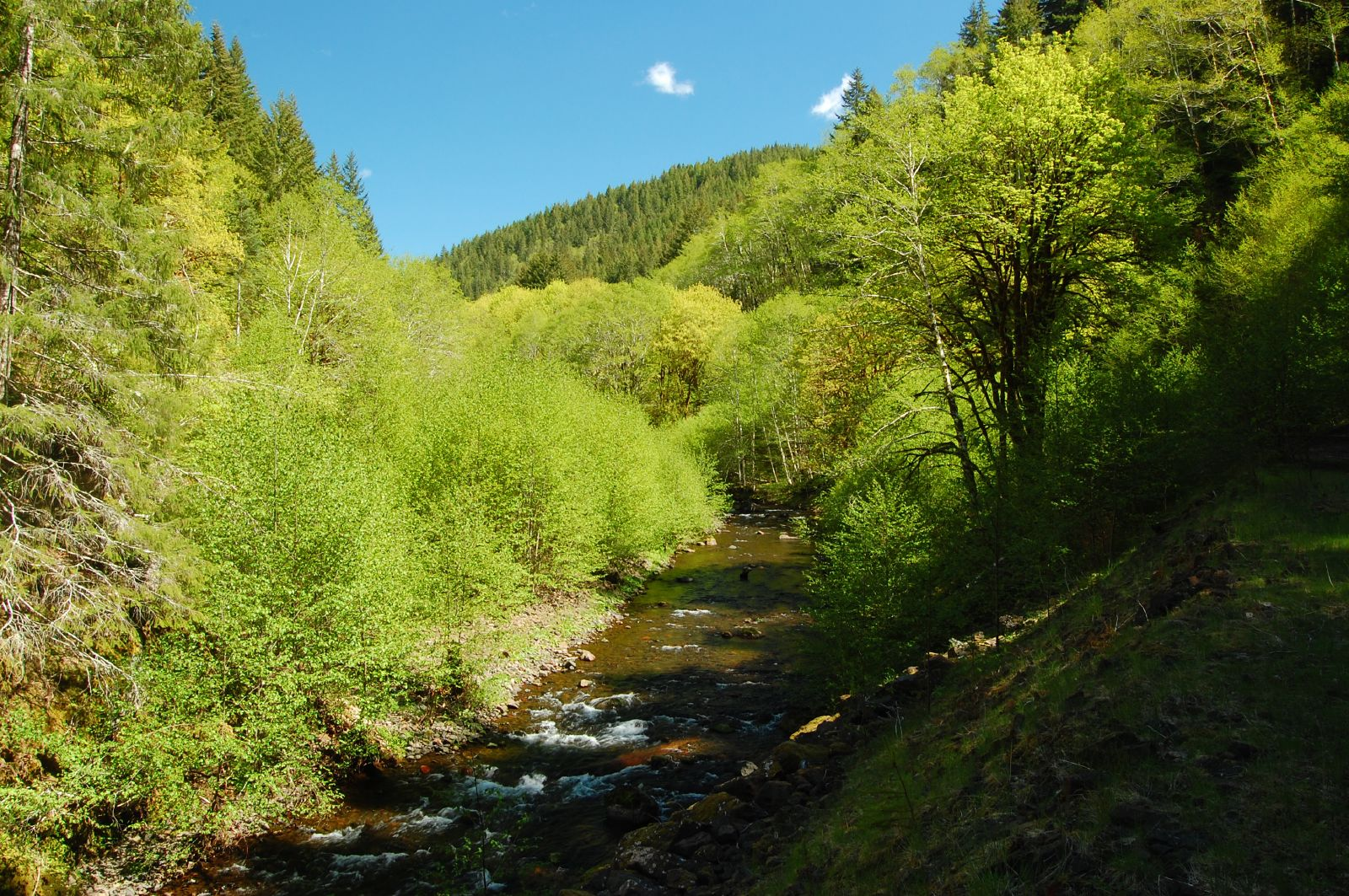
Річка Салмонберрі в горах Орегонського Прибережного хребта

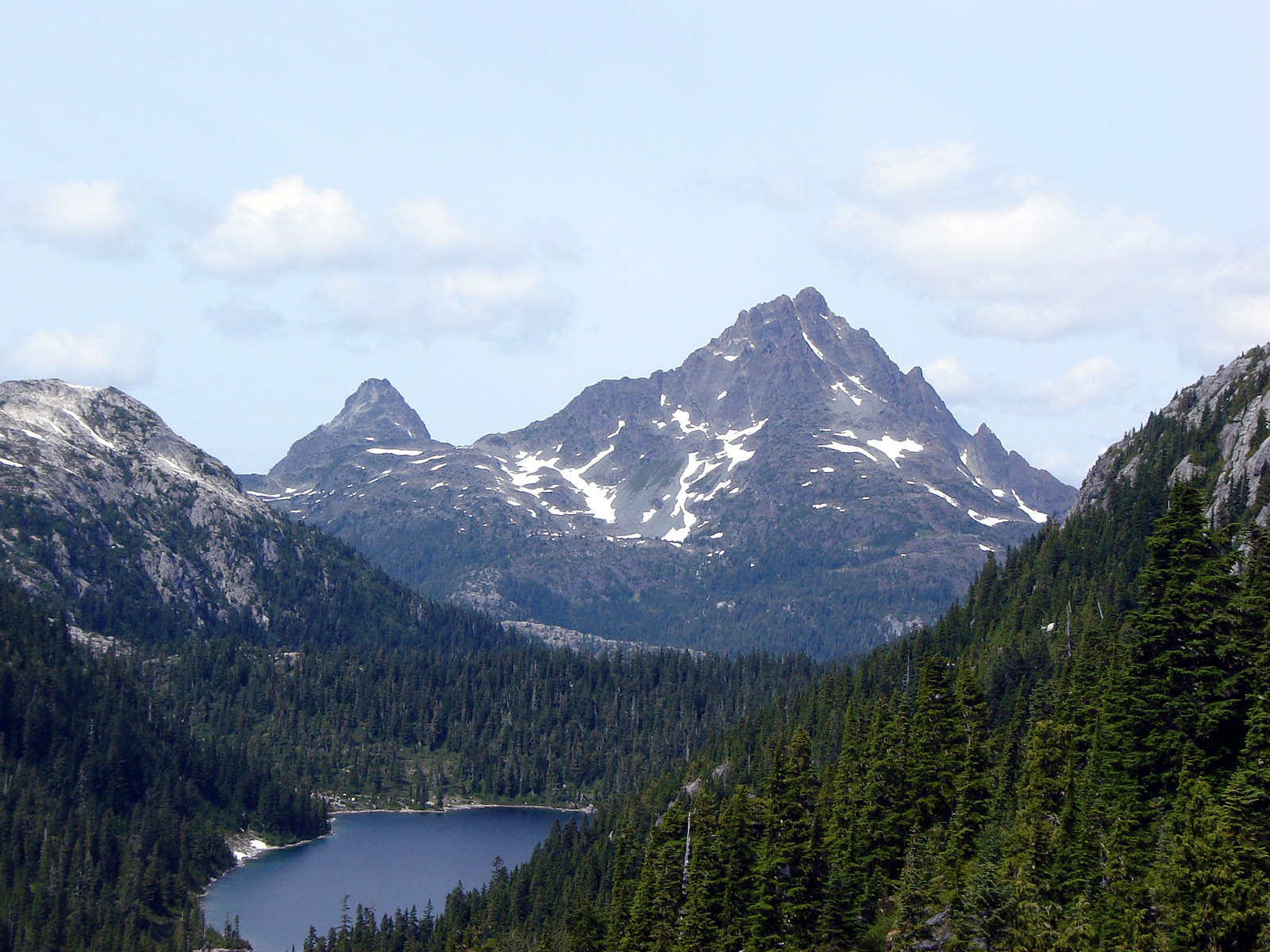
Високогір'я Ванкуверських гір

## Географія
Екорегіон Центрально-Тихоокеанських прибережних лісів простягається від північного краю острова Ванкувер у Британській Колумбії вздовж узбережжя штатів Вашингтон та Орегон на південь до річки Четко на південному заході Орегону. Він включає скелясті узбережжя Тихого океану, піщані пляжі, кам'янисті миси, припливні басейни, мулисті мілини, солоні болота, естуарії річок, прибережні рівнини, пагорби та гірські хребти, вкриті лісами.
Вздовж острова Ванкувер, найбільшого острова Тихоокеанського північного заходу Північної Америки, простягаються Ванкуверські гори, які разом з горами на островах Хайда-Гваї є частиною Острівних гір. Найвищою вершиною острова є гора Голден-Гайнд заввишки 2198 м. На півострові Олімпік на північному заході Вашингтону розташовані гори Олімпік, східні схили яких різко підіймаються над затокою П'юджет-Саунд, а західні відділені від тихоокеанського узбережжя смугою низовин завширшки 20-35 км. Далі на південь вздовж західного узбережжя штату Вашингтон простягаються пагорби Віллапа, які переходять у гори Орегонського Прибережного хребта, що простягаються вздовж всього Орегонського узбережжя. Найвищою вершиною Орегонського Прибережного хребта є гора Меріс-Пік заввишки 1250 м. Гори екорегіону є частиною Берегових хребтів, які, у свою чергу, є найзахіднішою частиною Північноамериканських Кордильєр.
На рівнинах у внутрішніх районах Вашингтону та Орегону Центрально-Тихоокеанські прибережні ліси переходять у низинні ліси П'юджету та у ліси Вілламеттської долини, а на півдні, в горах Каліфорнії, — у прибережні ліси Північної Каліфорнії та у ліси Кламату і Сіскію. Високогір'я гір Олімпік є частиною екорегіону прибережних лісів материкової Британської Колумбії.

## Клімат
На більшій частині острова Ванкувер, на північному заході Вашингтону (на північ від річки Чехаліс) та у деяких гірських районах Вашингтону та Орегону переважає помірний морський клімат (Cfb за класифікацією кліматів Кеппена), який характеризується прохолодною зимою, м'яким літом та рясними опадами протягом року, а на східному узбережжі острова Ванкувер та на решті екорегіону — середземноморський клімат (Csb за класифікацією Кеппена), який характеризується теплим, сухим, сонячним літом та м'якою, вологою, хмарною зимою. Середньорічна температура на півдні регіону становить близько 13 °C. На острові Ванкувер середньорічна температура становить 8,5 °C, середня літня температура — 13,5 °C, а середня зимова температура — 3,5 °C. Середньорічна кількість опадів в екорегіоні коливається від 2000 мм до майже 5000 мм, більшість з яких випадає взимку. Влітку опадів випадає набагато менше, особливо в південній частині екорегіону.

## Флора
На острові Ванкувер та на узбережжях Вашингтону та Орегону зростають одні з найпродуктивніших помірних дощових лісів світу, які характеризуються великими деревами, вкритими пишними мохами та лишайниками, а також великою кількістю папоротей, трав та деревних решток у лісовій підстилці.
У хвойних лісах екорегіону домінують прибережні дуґласії (Pseudotsuga menziesii var. menziesii) та західні тсуґи (Tsuga heterophylla), у молодих ранньосукцесійних лісах — прибережні дуґласії, а у масивних пралісах — дуґласії, тсуґи, велетенські туї (Thuja plicata) та інші види. Ці ліси поширені від рівня моря до висоти 700-1000 м над рівнем моря у горах Орегонського Прибережного хребта та Олімпік. Вони займають широкий діапазон природних середовищ і мають різноманітний видовий склад та структуру. Важливими екологічними процесами, що впливають на динаміку прибережних лісів, є гідрологічні цикли, сильні вітри, бризки морської солі та тумани. Лісові пожежі в регіоні трапляються рідко.
Окрім вище згаданих дерев, у лісах екорегіону також зустрічаються велетенські ялиці (Abies grandis), сіткійські ялини (Picea sitchensis) та західні білі сосни (Pinus monticola). В підліску цих лісів поширені невисокі дерева, кущі та трав'янисті багаторічні рослини, зокрема круглолисті клени (Acer circinatum), тихоокеанські дерени (Cornus nuttallii), паросткові дерени (Cornus sericea), крушини-каскари (Frangula purshiana), вільхолисті ірги (Amelanchier alnifolia), криваві порічки (Ribes sanguineum), карликові орегонські барбариси (Berberis nervosa), падуболисті барбариси (Berberis aquifolium), садові жасмини Льюїса (Philadelphus lewisii), червона бузина (Sambucus racemosa), красиві серденька (Dicentra formosa), прекрасні орлики (Aquilegia formosa), орегонські квасениці (Oxalis oregana) а також різноманітні папороті, зокрема західні багаторядники (Polystichum munitum) та звичайні ребрівки (Struthiopteris spicant). Епіфітні види включають різноманітні мохи та лишайники. У тінистих місцевостях можуть домінувати епіфітні папороті, такі як американська солодиця (Polypodium glycyrrhiza).
На острові Ванкувер у прибережних лісах домінують західні тсуґи (Tsuga heterophylla), прибережні дуґласії (Pseudotsuga menziesii var. menziesii) та сріблясті ялиці (Abies amabilis). На сході острова в лісах переважають тсуґи, дуґласії та велетенські ялиці (Abies grandis). На сухих ділянках зустрічаються насадження західних тсуґ та велетенських туй (Thuja plicata), а на найбільш сухих ділянках на сході острова — дуґласії, тсуґи, орегонські дуби (Quercus garryana), тихоокеанські дерени (Cornus nuttallii) та американські суничники (Arbutus menziesii). У субальпійських лісах, поширених у високогір'ях Ванкуверських гір, переважають гірські тсуґи (Tsuga mertensiana), субальпійські ялиці (Abies lasiocarpa) та сріблясті ялиці (Abies amabilis), а також нутканські кипариси (Callitropsis nootkatensis) та західні тсуґи (Tsuga heterophylla) на сході острова.
Хоча прибережні дуґласії (Pseudotsuga menziesii var. menziesii) є найпоширенішими деревами на нижніх висотах екорегіону, основним кульмінаційним видом, що домінує у зрілих насадженнях, є західна тсуґа (Tsuga heterophylla). Прибережна дуґласія зазвичай домінує в молодих лісах через її відносно великі та витривалі сіянці та швидкий темп росту. Західні тсуґи та деякі види ялиць більш тіньовитривалі, однак у зрілих лісах дуґласії не можуть успішно відновлюватися.
У той час, як на більшій частині екорегіону в лісах домінують західні тсуґи та прибережні дуґласії, прохолодні, вологі умови, що панують на океанічному узбережжі, створюють вузьку смугу лісів, у яких домінують сіткійські ялини (Picea sitchensis). Завдяки своїй високій толерантності до солоних бризок у прибережній смузі сіткійські ялини утворюють майже чисті насадження або домінують разом із скрученими соснами (Pinus contorta). Ця смуга ялинових лісів, у якій також у великій кількості зустрічаються західні тсуґи (Tsuga heterophylla), може мати лише кілька кілометрів у ширину, і зазвичай поширена на висоті до 150 м над рівнем моря. Проте там, де гори виходять до самого узбережжя, ліси сікійських ялин можуть рости на висоті до 600 м над рівнем моря. Найбільші масиви ялиново-тсуґових дощових лісів збереглися у західній частині півострова Олімпік.
Прибережні ліси, поширені в долинах річок. значно відрізняються від типових дуґласієво-тсуґових лісів, поширених на решті регіону. Тут всюдисущі хвойні дерева замінюються широколистяними видами, такими як каліфорнійські тополі (Populus trichocarpa) та червоні вільхи (Alnus rubra). Серед інших рослинних угруповань, що зустрічаються в екорегіоні, слід відзначити луки, дюнні та прибережні угруповання, очеретяні зарості та болота. На берегах бобрових ставків часто зустрічаються велетенські туї (Thuja plicata) та червоні вільхи (Alnus rubra).

## Фауна
Серед поширених в екорегіоні ссавців слід відзначити колумбійського чорнохвостого оленя (Odocoileus hemionus columbianus), білохвостого оленя (Odocoileus virginianus), вапіті Рузвельта (Cervus canadensis roosevelti), американського зайця (Lepus americanus), каліфорнійського кролика (Sylvilagus bachmani), гірську аплодонтію (Aplodontia rufa), бурундука Таунсенда (Tamias townsendii), вивірку Дугласа (Tamiasciurus douglasii), літягу Гумбольдта (Glaucomys oregonensis), канадського голкошерста (Erethizon dorsatum), каліфорнійського ховраха (Otospermophilus beecheyi), пишнохвостого лісового хом'яка (Neotoma cinerea), тихоокеанську заподу (Zapus trinotatus), білоногу деревну полівку (Arborimus albipes) та майже ендемічного олімпійського бабака (Marmota olympus). Ендеміками екорегіону є олімпійські мідиці (Sorex rohweri), мідиці Берда (Sorex bairdi) та дуже рідкісні ванкуверські бабаки (Marmota vancouverensis). Віргінські опосуми (Didelphis virginiana) були інтродуковані в екорегіоні у XX столітті.
На берегах річок зустрічаються канадські бобри (Castor canadensis), канадські видри (Lontra canadensis), річкові візони (Neogale vison) та болотяні ондатри (Ondatra zibethicus). Серед великих хижаків, поширених в регіоні, слід відзначити олімпійського барибала (Ursus americanus altifrontalis), північноамериканську пуму (Puma concolor couguar) та руду рись (Lynx rufus), а серед дрібніших хижих ссавців — койота (Canis latrans), звичайну лисицю (Vulpes vulpes), сіру лисицю (Urocyon cinereoargenteus), тихоокеанську куницю (Martes caurina), американського горностая (Mustela richardsonii), довгохвосту ласицю (Neogale frenata), смугастого скунса (Mephitis mephitis), західного плямистого скунса (Spilogale gracilis) та звичайного ракуна (Procyon lotor pacificus). На острові Ванкувер мешкають звичайні росомахи (Gulo gulo) та ванкуверські вовки (Canis lupus crassodon). У лісах Вашингтону та Орегону раніше мешкали каскадські вовки (Canis lupus fuscus), однак вони вимерли у середині XX століття. За останні десятиліття з Британської Колумбії у регіон почали проникати колумбійські вовки (Canis lupus columbianus), які досягли на півдні Північної Каліфорнії. Серед морських ссавців, що зустрічаються в екорегіоні, слід відзначити тихоокеанського звичайного тюленя (Phoca vitulina richardsi), каліфорнійського морського лева (Zalophus californianus), сивуча (Eumetopias jubatus) та морського калана (Enhydra lutris).
Серед поширених в екорегіоні птахів слід відзначити американського орябка (Bonasa umbellus), гірського тетерука (Dendragapus fuliginosus), каліфорнійську перепелицю (Callipepla californica), каліфорнійського голуба (Patagioenas fasciata), білоголового орлана (Haliaeetus leucocephalus), чорноголового яструба (Accipiter cooperii), плямисту сову (Strix occidentalis), каліфорнійського сичика-горобця (Glaucidium californicum), західну сплюшку (Megascops kennicottii), вогнистого колібрі-крихітку (Selasphorus rufus), рубіновоголову каліпту (Calypte anna), пухнастого дятла (Dryobates pubescens), червоноголового дятла-смоктуна (Sphyrapicus ruber), каліфорнійську сойку (Aphelocoma californica), чорноголову сизойку (Cyanocitta stelleri), канадського повзика (Sitta canadensis), сірого пронурка (Cinclus mexicanus), кордильєрського волоочка (Troglodytes pacificus), американську тимелію (Chamaea fasciata), рудоспинну гаїчку (Poecile rufescens), зеленоспинного віреона (Vireo cassinii), рудобрового квічаля (Ixoreus naevius), ялинового піві-малюка (Empidonax hammondii), західного піві-малюка (Empidonax difficilis), рябогруду вівсянку (Passerella iliaca), жовтобрового кіпаля (Hesperiphona vespertina), ялинового шишкаря (Loxia curvirostra), плямистого тауї (Pipilo maculatus), чорнобрового бруанта (Zonotrichia atricapilla) та жовтогузу пірангу (Piranga ludoviciana). Раніше в горах екорегіону зустрічалися каліфорнійські кондори (Gymnogyps californianus), однак наразі вони в регіоні вимерли.

## Екорегіони IV рівня

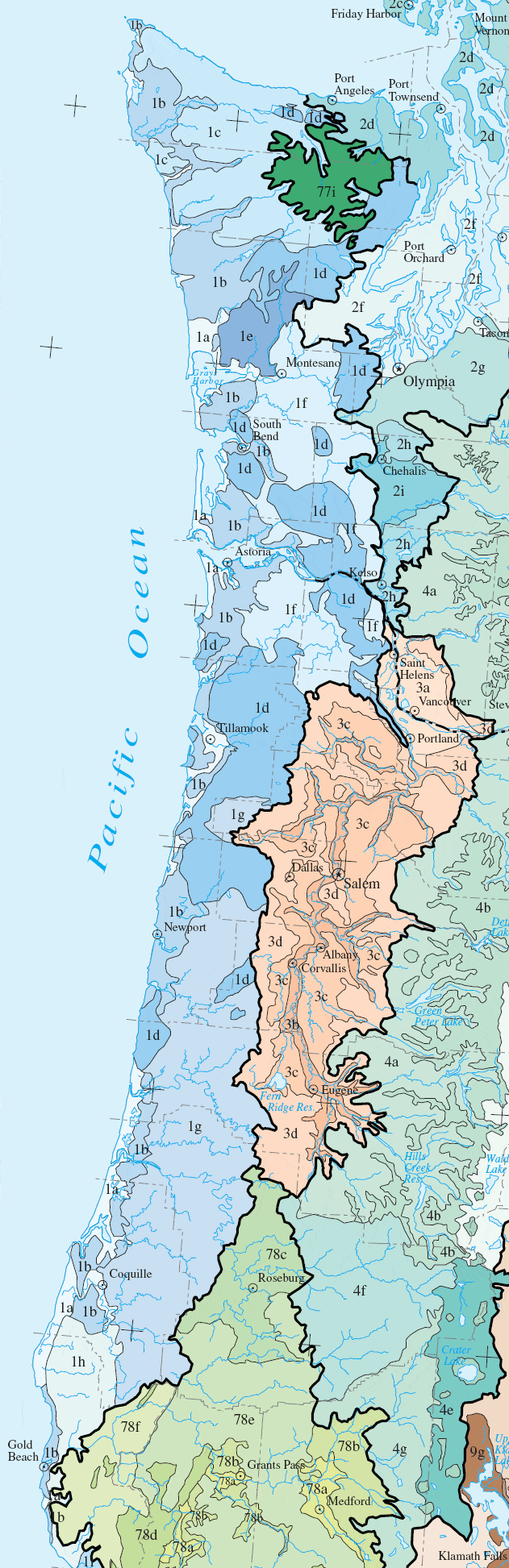
Мапа екорегіонів IV рівня

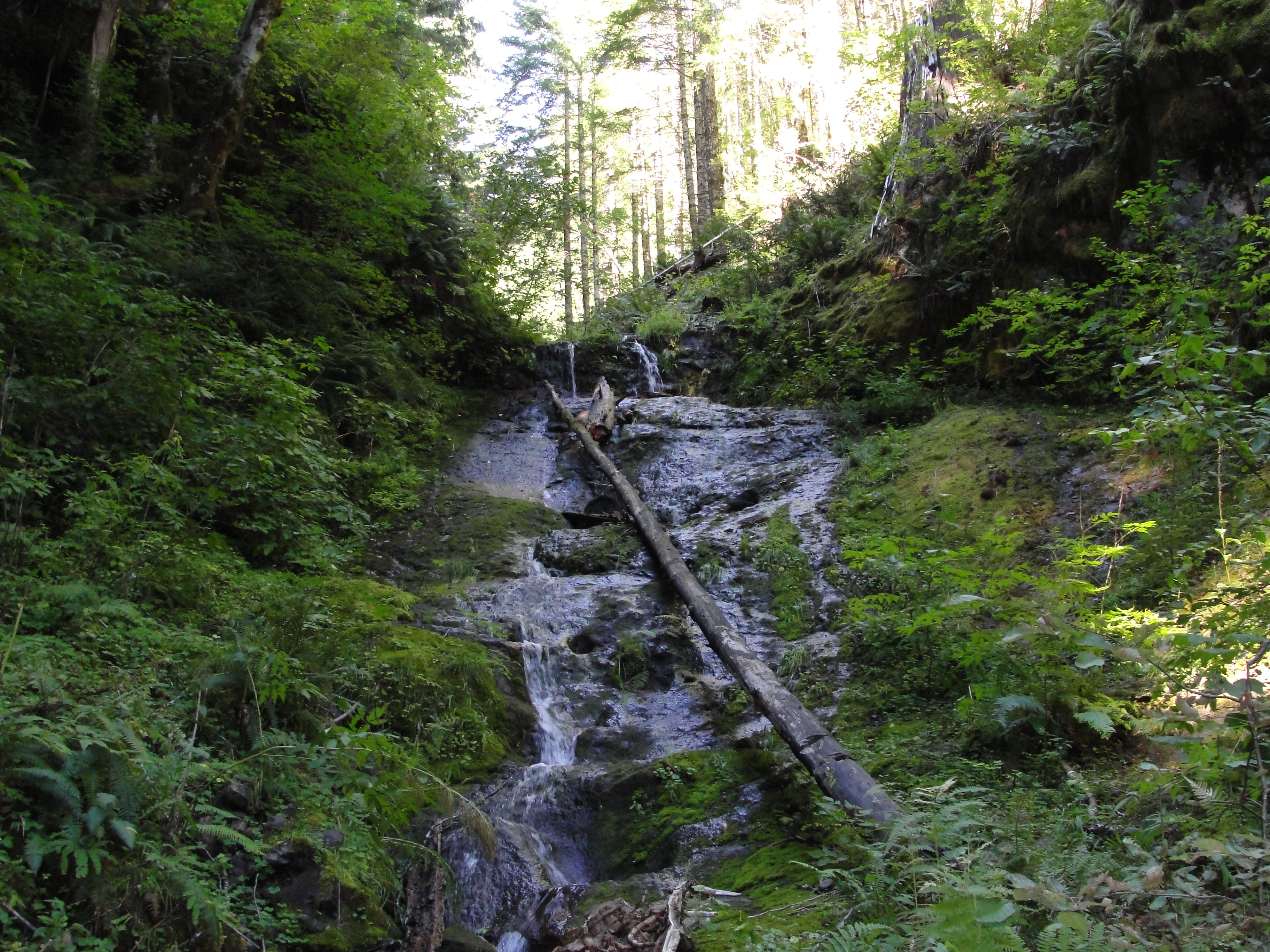
Струмок Дріфт-Крік (заповідник) в Орегоні

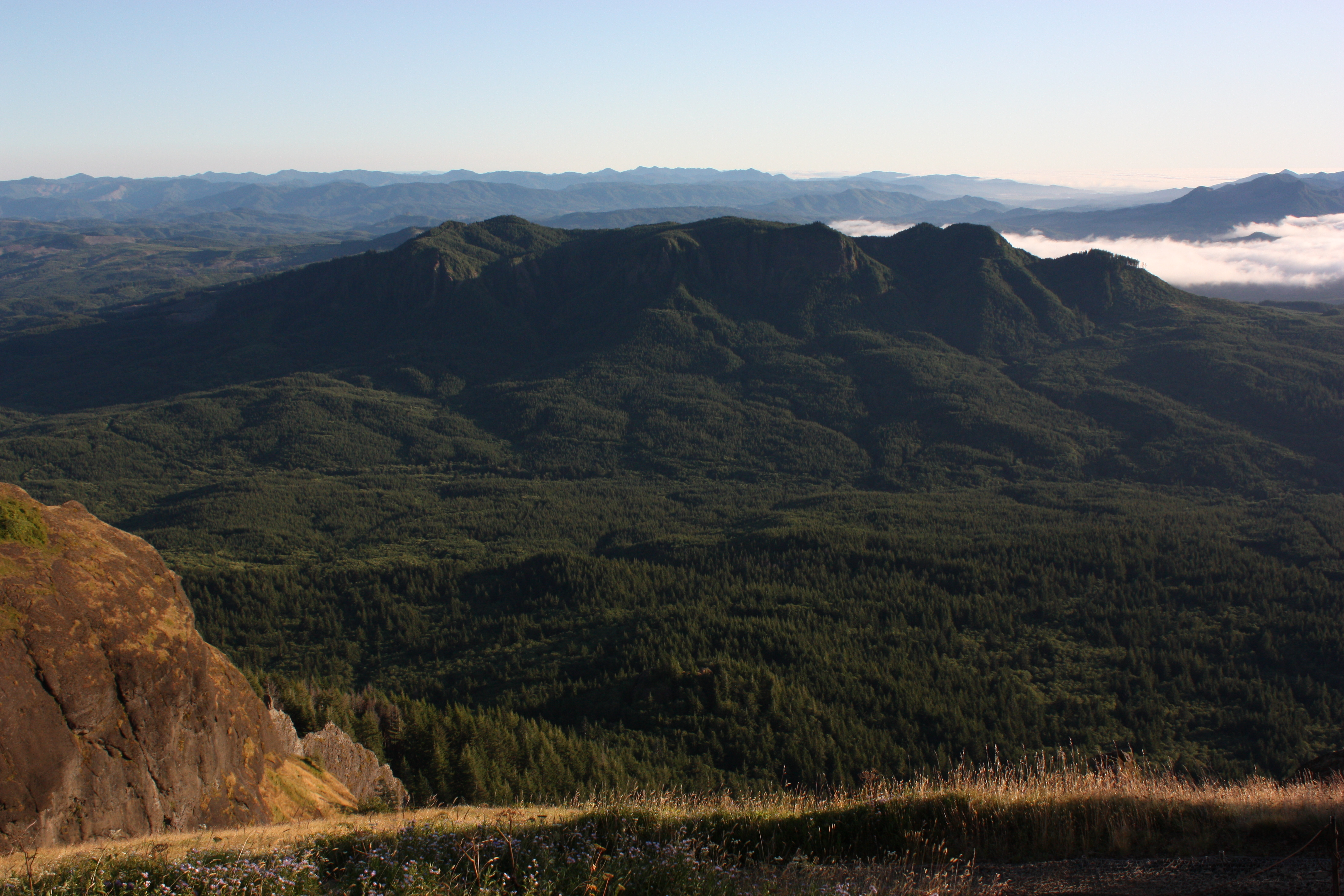
Гори Орегонського Прибережного хребта

У схемі екорегіонів Агенції з охорони довкілля США Центрально-Тихоокеанські прибережні ліси є частиною екорегіону III рівня «Береговий хребет». На відміну від екорегіону Центрально-Тихоокеанських прибережних лісів, визначеного Всесвітнім фондом дикої природи (WWF), екорегіон Берегового хребта не включає острів Ванкувер, і натомість включає прибережні ліси Північної Каліфорнії.
У межах екорегіону Центрально-Тихоокеанських прибережних лісів виділяють вісім екорегіонів рівня IV: прибережні низовини, прибережні височини, нижні схили Олімпіку, вулканічні схили, конус виносу, пагорби Віллапа, центральні осадові схили та прибережні гори Південного Орегону.

### Прибережні низовини (1a)
Прибережні низовини включають пляжі, піщані дюни та коси, низькі морські тераси, розташовані на висоті до 125 м над рівнем моря, неглибокі прісноводні озера, звивисті чорноводні річки, естуарії та болота. Текстура ґрунту коливається від мулистих суглинків до супісків.
У зрілих лісах, поширених на прибережних низовинах, домінують сіткійські ялини (Picea sitchensis), західні тсуґи (Tsuga heterophylla) та прибережні дуґласії (Pseudotsuga menziesii var. menziesii). В їх підліску переважають чагарники салалу (Gaultheria shallon) та падуболистого барбарису (Berberis aquifolium), круглолисті клени (Acer circinatum) та західні багаторядники (Polystichum munitum). У прибережній зоні ростуть червоні вільхи (Alnus rubra), велетенські туї (Thuja plicata), великолисті клени (Acer macrophyllum) та чагарники прекрасної малини (Rubus spectabilis). У естуаріях та прибережних водно-болотних угіддях зустрічаються балтійські ситники (Juncus balticus), прихованоплідні осоки (Carex lyngbyei), дернисті щучники (Deschampsia cespitosa), тихоокеанські срібноцвіти (Argentina pacifica) та морські тризубці (Triglochin maritima), а також скручені сосни (Pinus contorta), дюнні верби (Salix hookeriana) та кущі звичайної мірики (Myrica gale). На стабілізованих дюнах ростуть скручені сосни (Pinus contorta), чагарники рододендронів (Rhododendron spp.) та вічнозелених гекльберрі (Vaccinium ovatum), а також дюнні колосняки (Leymus mollis), приморська мітлиця (Agrostis pallens) та чилійські суниці (Fragaria chiloensis).
Регіон охоплює 1639 км² в Орегоні та 914 км² у Вашингтоні. Найбільші суміжні території прибережних низовин розташовані в околицях заток Грейс-Харбор, Віллапа-Бей та Тілламук-Бей, в гирлі річки Колумбія, а також вздовж південної частини Орегонського узбережжя. У прибережних районах відбувається розширення житлової, комерційної та рекреаційної забудови. Багато водно-болотних угідь у заплавах річок були осушені та перетворені на пасовища для молочних ферм, що призвело до деградації річок. Природоохоронні території включають: Національні природні заповідники Грейс-Харбор, Віллапа, Нестукка-Бей, Сайлец-Бей та Національний природний заповідник Бендон-Марш, Національну зону відпочинку Орегонських дюн та численні державні парки.

### Прибережні височини (1b)
Прибережні височини включають миси, високі морські тераси, пагорби та невисокі гори, що підіймаються над Прибережними низовинами, а також річки, що стікають з цих гір. Висота регіону коливається від 120 до 760 м над рівнем моря. На клімат регіону значно впливають вологі морські повітряні маси, які призводять до тривалого зимового сезону дощів та до мінімальних сезонних коливань температури. Рясні тумани у літній посушливий період зменшують недостачу вологи для рослинності.
Регіон прибережних височин приблизно відповідає історичній області поширення сіткійських ялин (Picea sitchensis). Після масштабних вирубок, під час яких було вирубано велику кількість ялин, наразі в лісах регіону переважають прибережні дуґласії (Pseudotsuga menziesii var. menziesii) та західні тсуґи (Tsuga heterophylla), а в підліску — чагарники салалу (Gaultheria shallon), падуболистого барбарису (Berberis aquifolium) та вічнозеленої гекльберрі (Vaccinium ovatum), рододендрони (Rhododendron spp.), круглолисті клени (Acer circinatum) та західні багаторядники (Polystichum munitum). На більш вологих схилах зустрічаються червоні вільхи (Alnus rubra), великолисті клени (Acer macrophyllum) та велетенські туї (Thuja plicata), а також чагарники прекрасної малини (Rubus spectabilis) та кривавих порічків (Ribes sanguineum). На мисах зустрічаються луки.
Регіон охоплює 3706 км² Вашингтону та 2893 км² Орегону. Він є майже втричі більшим за регіон прибережних низовин. Природоохоронні території включають: Заповідник Дріфт-Крік, Національний ліс Саюсло, а також Національний природний заповідник Льюїса і Кларка та Національний природний заповідник Кейп-Мірес.

### Нижні схили Олімпіку (1c)
Регіон нижніх схилів Олімпіку охоплює передгір’я та нижні схили гір Олімпік, які характеризуються U-подібними долинами та стрімкими водними потоками. Він підіймається на висоту приблизно 1200 м над рівнем моря. Вищі райони, що були вкриті льодовиком у минулому, входять до екорегіону прибережних лісів материкової Британської Колумбії.
Рясні опади (понад 5000 мм на рік) підтримують пишні, багаті епіфітами помірні дощові ліси, у яких домінують західні тсуґи (Tsuga heterophylla), велетенські туї (Thuja plicata) та прибережні дуґласії (Pseudotsuga menziesii var. menziesii), а також сріблясті ялиці (Abies amabilis) на великих висотах. У прибережних районах зростають червоні вільхи (Alnus rubra) та великолисті клени (Acer macrophyllum). 
Значна частина лісів регіону, зокрема частина Національного лісу Олімпік, являють собою висаджені людьми насадження. Однак частина регіону, що входить до Національного парку Олімпік, містить праліси з назвичайно високою біомасою. Загалом регіон охоплює 4364 км², повністю в межах півострова Олімпік в штаті Вашингтон.

### Вулканічні схили (1d)
Регіон вулканічних схилів включає стрімкі гірські схили та скелясті миси, основу яких складають вулканічні базальти. Висота регіону коливається від 180 до 1250 м над рівнем моря, хоча у деяких районах базальтові скелі спускаються до самого океану. Тут зустрічаються стрімкі гірські річки з каскадами водоспадів, по яким щороку відбувається прогін чавичі (Oncorhynchus tshawytscha) та райдужної форелі (Oncorhynchus mykiss). 
У зрілих лісах, що ростуть на вулканічних схилах, переважають прибережні дуґласії (Pseudotsuga menziesii var. menziesii) та західні тсуґи (Tsuga heterophylla). В їх підліску ростуть чагарники салалу (Gaultheria shallon) та падуболистого барбарису (Berberis aquifolium), рододендрони (Rhododendron spp.), круглолисті клени (Acer circinatum) та західні багаторядники (Polystichum munitum). На більш вологих схилах та на берегах річок ростуть велетенські туї (Thuja plicata), великолисті клени (Acer macrophyllum) червоні вільхи (Alnus rubra), а також чагарники прекрасної малини (Rubus spectabilis) та орегонської квасениці (Oxalis oregana). Значна частина дуґласієвих лісів в регіоні вирубана.
На мисах та на вершинах гір зустрічаються луки, подібні до балдів, що зустрічаються у високогір'ях Аппалачів на сході США, та до полонин Східних Карпат. Серед трав, що зустрічаються на гірських луках, слід відзначити айдахську кострицю (Festuca idahoensis), приморську мітлицю (Agrostis pallens), каліфорнійську дантонію (Danthonia californica) та різноманітне різнотрав'я.
Цей великий, але фрагментований регіон охоплює 5291 км² в Орегоні та 3994 км² у Вашингтоні. До нього входять частини Національних лісів Олімпік та Саюсло, заповідників Каммінс-Крік та Рок-Крік та Національного природного заповідника Кейп-Мірес.

### Конус виносу (1e)
Конус виносу — це пологий віялоподібний гірський схил, що складається з рядів хвилястих терас та плато, утворених з льодовикового матеріалу. Це найменший з субрегіонів Прибережного хребта, що охоплює 917 км² в окрузі Грейс-Гарбор на північ від міста Абердин в штаті Вашингтон. Висота регіону коливається від 6 до 300 м над рівнем моря. Регіон лежить поза зоною морського впливу. Річки, що протікають через його територію, мають середній ухил та нижчий літній стік, ніж більшість інших водотоків Прибережного хребта. У зрілих лісах регіону переважають прибережні дуґласії (Pseudotsuga menziesii var. menziesii), західні тсуґи (Tsuga heterophylla), червоні вільхи (Alnus rubra), великолисті клени (Acer macrophyllum) та велетенські туї (Thuja plicata). Більшість цих лісів наразі вирубані та перетворені на плантації деревини.

### Пагорби Віллапа (1f)
Пагорби Віллапа, середня висота яких становить приблизно 400 м над рівнем моря, простягаються уздовж західного узбережжя регіону. Ці невисокі пологі гори мають нижчу щільність річкової мережі, ніж інші гірські частини екорегіону. У цій доступній місцевості лісозаготівля є відносно легкою та повсюдно поширена, а промислові насадження майже повністю замінили праліси. Порушення лісів призводить до розмивання мулистих та глинистих ґрунтів, що погіршує якість водойм. У залишках природних лісів регіону переважають прибережні дуґласії (Pseudotsuga menziesii var. menziesii) та західні тсуґи (Tsuga heterophylla). В їх підліску ростуть чагарники салалу (Gaultheria shallon) та падуболистого барбарису (Berberis aquifolium), рододендрони (Rhododendron spp.), круглолисті клени (Acer circinatum) та західні багаторядники (Polystichum munitum). На більш вологих схилах та на берегах річок ростуть червоні вільхи (Alnus rubra), велетенські туї (Thuja plicata), великолисті клени (Acer macrophyllum), а також чагарники прекрасної малини (Rubus spectabilis) та орегонської квасениці (Oxalis oregana). Серед тварин, поширених в регіоні, слід відзначити великі популяції вапіті Рузвельта (Cervus canadensis roosevelti). Загалом регіон охоплює 3307 км² на південному заході Вашингтону та 1945 км² на північному заході Орегону.

### Центральні осадові схили (1g)
Гористий регіон центральних осадових схилів лежить за межами поясу прибережних туманів. З геологічної точки зору його основу складають осадові породи — пісковики та алевроліти. Висота регіону коливається від 90 до 900 м над рівнем моря. Гори Орегонського Прибережного хребта, що входять до цього регіону, більш суворі, ніж геологічно подібні пагорби Віллапа. Це найбільший із субрегіонів Орегонського узбережжя, що охоплює 9684 км² у центральних та південних районах Орегону.
У зрілих лісах, що входить до цього регіону, переважають прибережні дуґласії (Pseudotsuga menziesii var. menziesii) та західні тсуґи (Tsuga heterophylla). В їх підліску ростуть чагарники салалу (Gaultheria shallon) та падуболистого барбарису (Berberis aquifolium), рододендрони (Rhododendron spp.), круглолисті клени (Acer circinatum) та західні багаторядники (Polystichum munitum). На крайньому півдні регіону зустрічаються густоцвіті нотолітокарпуси (Notholithocarpus densiflorus). На більш вологих схилах та на берегах річок ростуть великолисті клени (Acer macrophyllum), велетенські туї (Thuja plicata), велетенські ялиці (Abies grandis) та червоні вільхи (Alnus rubra), а також чагарники прекрасної малини (Rubus spectabilis) та орегонської квасениці (Oxalis oregana). На півдні регіону зустрічаються каліфорнійські лаври (Umbellularia californica). Більшість дуґласієвих лісів регіону були вирубані та перетворені на лісові плантації.

### Прибережні гори Південного Орегону (1h)
Геологічно та ботанічно різноманітний регіон Прибережних гір Південного Орегону є перехідною зоною між лісами Прибережних хребтів та лісами гір Сіскію, що входять до екорегіону лісів Кламату та Сіскію. Гори регіону підіймаються на висоту до 1219 м над рівнем моря. Тут панує середземноморський клімат, як і на решті екорегіону Прибережного хребта, однак різноманітна літологія, що включає юрські пісковики, метаморфізовані осадові породи, граніти та серпентиніти, характерна для більш високих гір Сіскію. 
Тут зустрічаються види рослин, характерні як для північної, так і для південної флори, внаслідок чого флористичне різноманіття регіону є доволі високим. Основу лісів регіону складають прибережні дуґласії (Pseudotsuga menziesii var. menziesii), західні тсуґи (Tsuga heterophylla), густоцвіті нотолітокарпуси (Notholithocarpus densiflorus), порт-оксфордські кипарисовики (Chamaecyparis lawsoniana) та велетенські туї (Thuja plicata). В їх підліску поширені чагарники салалу (Gaultheria shallon) та падуболистого барбарису (Berberis aquifolium), рододендрони (Rhododendron spp.), круглолисті клени (Acer circinatum), каліфорнійські лаври (Umbellularia californica) та західні багаторядники (Polystichum munitum). На берегах річок ростуть великолисті клени (Acer macrophyllum), велетенські туї (Thuja plicata), велетенські ялиці (Abies grandis) та червоні вільхи (Alnus rubra), а також чагарники прекрасної малини (Rubus spectabilis) та орегонської квасениці (Oxalis oregana).
Регіон охоплює 1792 км² у віддалених районах округу Каррі на південному заході Орегону, в басейнах річок Сіксес та Елк. Частина регіону входить до заповіднику Грассі-Ноб, що входить до Національного лісу Сіскію.

## Збереження
Діяльність людей, зокрема суцільні вирубки та формування лісових насаджень, будівництво доріг, розвиток сільського господарства та поселень, найбільшими з яких є Куз-Бей, Асторія, Абердин, Вікторія, Нанаймо, Кортні та Кемпбелл-Рівер, призвела до знищення частини лісів регіону та до деградації решти. Лише приблизно 4 % лісів регіону є незайманими. Деякі типи екосистем, такі як прибережні помірні дощові ліси Орегону, були майже повністю знищені. Тим не менш, в регіоні залишилося доволі багато великих ділянок відносно незайманих природних ландшафтів.
Оцінка 2017 року показала, що 10 013 км², або 14 % екорегіону, є заповідними територіями. Природоохоронні території включають: Національний парк Олімпік, Національний ліс Олімпік, Комплекс національних природних заповідників Орегонського узбережжя та Державний ліс Елліотт в США, а також Провінційний парк півострова Брукс, Провінціний парк мису Скотт, Провінційний парк Кармана-Уолбран, Провінційний парк Страткона та Національний парк Пасифік-Рім в Канаді.